# 2008年澳門公共天線訊號中斷事件

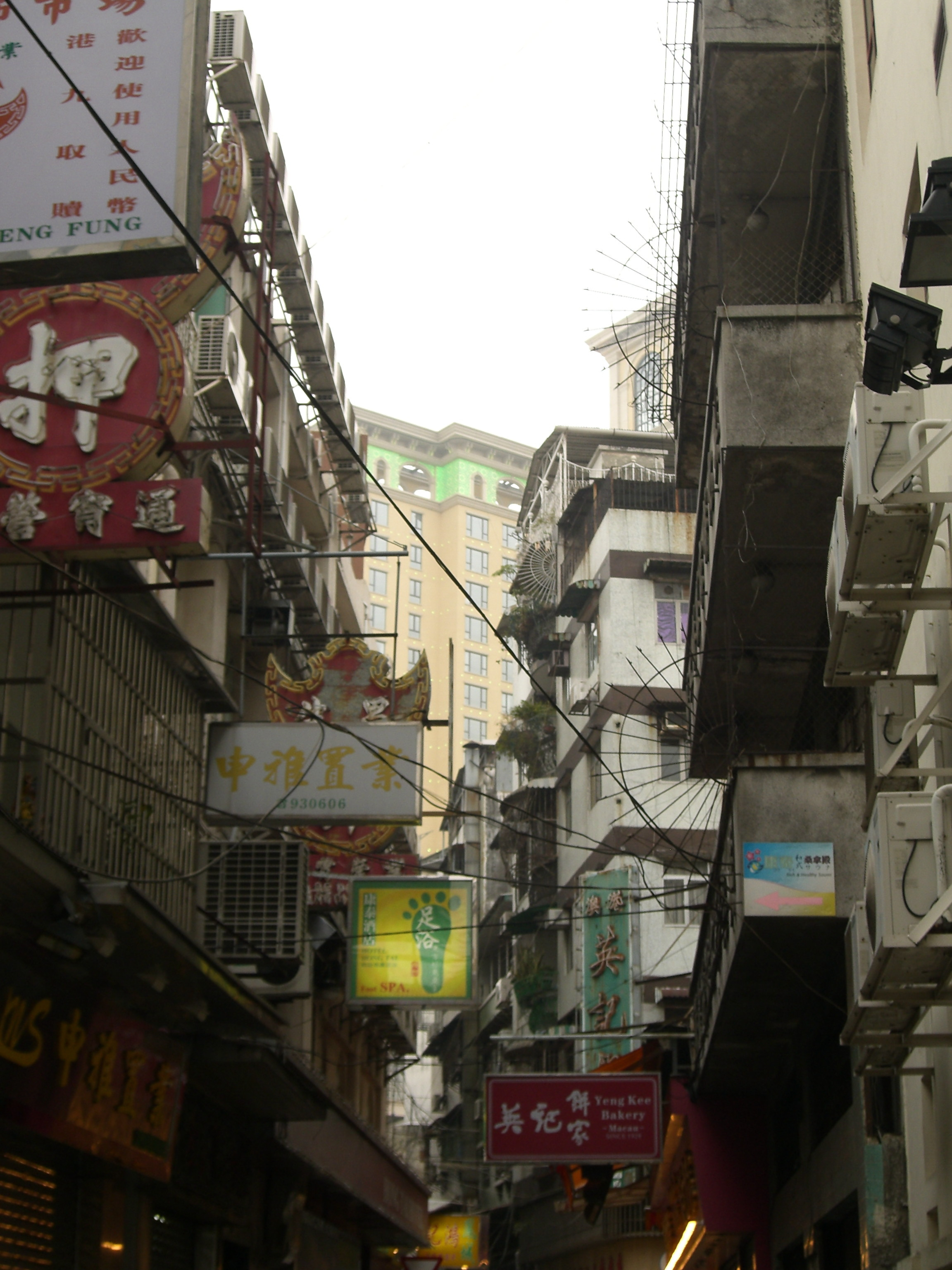
澳門街道上隨處可見凌亂的過街天線電纜

2008年澳門公共天線訊號中斷事件（或稱公天停播事件）發生於2008年1月29日，導致澳門幾乎全部地區不能正常接收電視訊號，使澳門絕大部份居民不能收看電視，至次日下午有關當局和天線公司談判後訊號恢復。是次事件是澳門歷來規模最大的一次訊號中止事件。
澳門公共天線（簡稱「公天」）問題自澳門回歸以來一直帶來困擾，公天公司將所有可以接收到的訊號放入公天網路的做法也帶來爭議，而有關當局又稱公天公司是不法經營，且只對澳門有線電視立約，不對公天公司發牌。但約有九成澳門居民自1970年代以來都是依靠公天接收電視和個別收音機訊號，使得當局只能繼續讓公天公司經營。而公天公司和有關當局也遲遲未能就問題達成共識，加上在事件前當局進行天線拆除引致公天公司不滿，繼而引發今次事件。

## 背景

### 轉播外地衞星訊號問題
2000年起，澳門的公共天線公司開始陸續把從外地接收的電視訊號放到公共天線網路中，讓澳門普羅大眾皆可收看更多頻道，唯公司未有顧及所播放的訊號是否牽涉版權問題或違法。至2005年8月，有關當局接獲多家電視台有關公天公司侵犯版權的投訴，且發現澳門有線電視的部份收費頻道在公共天線上可以接收；電信暨資訊科技發展辦公室即表示會派員巡查電視訊號，以取締播放未獲授權的衛星電視節目。但此消息一出，公天公司一度停播澳廣視的信號，以至當局取消有關稽查行動。有關當局曾表示，有關有線電視與公天公司之間的問題不用立法來解決。

### 公天公司聲明抗議

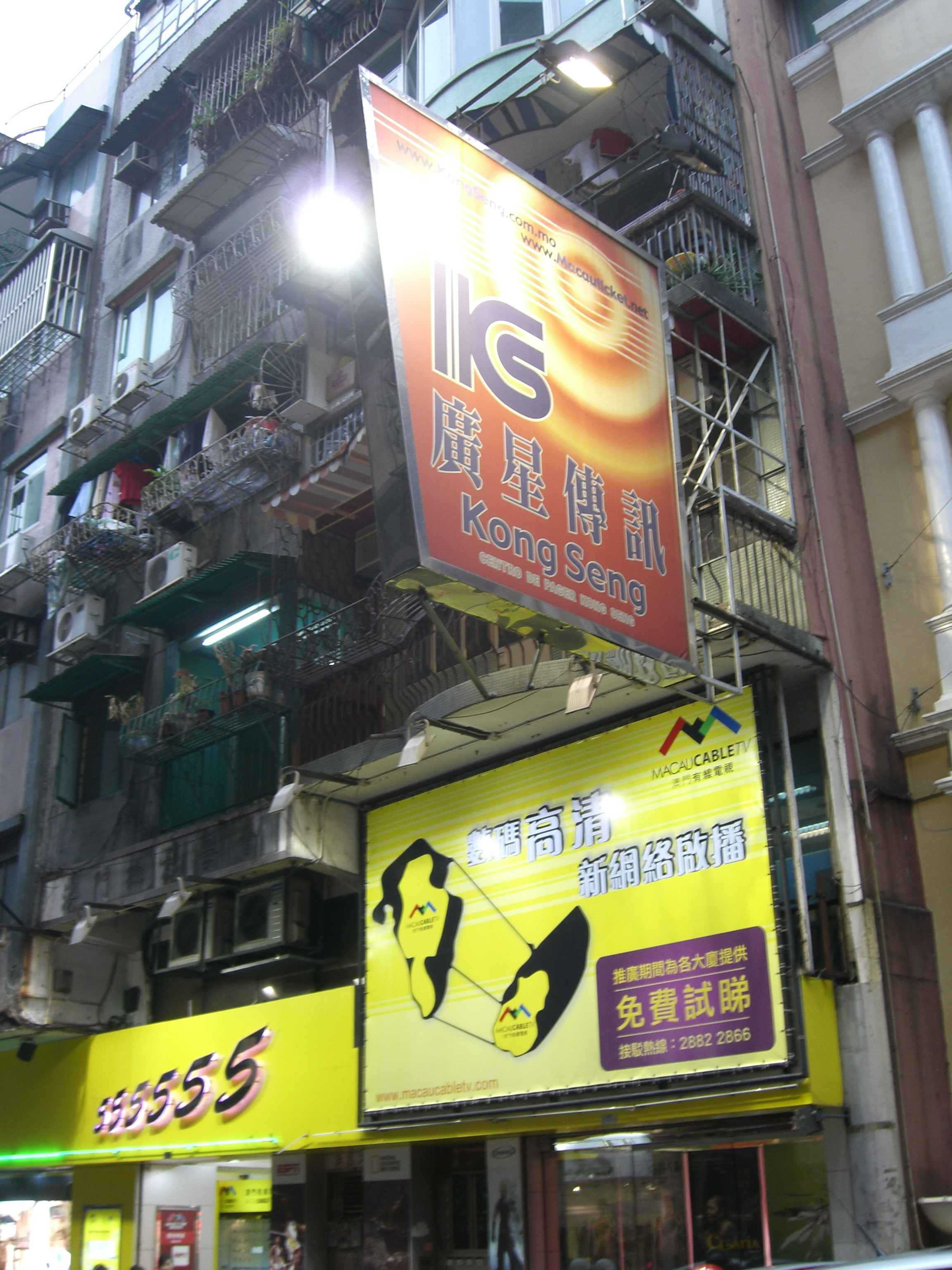
自廣星傳訊入股澳門有線電視後，在其展場不時看到有關有線電視的宣傳廣告

為此，廣星傳訊於2007年1月起開始斥資購入澳門有線電視的股權，投資額達三億澳門元，以協助解決公共天線遺留下來的歷史問題。但至7月，九家公天公司共同刊登聲明，抗議當局「干擾自由經濟市場」、「無理強行拆除業界的線纜」和「持雙重標準對待業界」，並要求重新檢討《收費電視地面服務專營合約》。不過有關當局則指相關法規已清楚列明不得任意在澳興建電訊網絡，表明澳門有線電視專營合約在1999年的成立是表現出自身與公天公司尋求解決方案有着明確立場，而凡未經批准及發牌的線纜必須清拆。

### 電纜清拆爭拗
2007年8月，電信管理局派員到氹仔海洋花園清拆由公天公司非法鋪設的架空電纜，結果引起居民不滿，最後有關當局與其業主委員會協商後問題幸得解決，有關電纜亦被拆除。2007年12月，香港開始進行數碼地面電視廣播，澳門其中五家公天公司亦將有關高清訊號放入公天網絡；但由於較早前只有澳門有線電視取得可以播放高清訊號的授權，而公天公司則未獲許可，故公天公司將有關訊號轉播屬違法。其後當局更敕令有關公天公司清拆有關光纖網絡，指其光纖線纜屬非法興建，要求將其還原為同軸電纜。但有關天線公司指若果當局強行清拆，當報警求助。而當局則回應指清拆是有法律依據的。此次爭拗遺下了今次事件的伏線。

## 事件經過
2008年1月29日，電信管理局派員到氹仔多座大廈拆走被指新建且違法的一條多家公天公司共同安裝的傳送高清訊號的天線，未幾有關天線公司即派員到場視察，清拆途中天線公司人員發現被清拆的還有舊同軸電纜，此舉使有關大廈居民的電視接收訊號全部切斷。有關天線公司表示，不論是同軸電纜還是高清天線，政府也沒權拆走，因為天線屬私人財產，更表示會恢復接駁有關被拆線纜，將來被拆也會重新再接駁。而當局則回應指纜線是新建的非法網絡，專門用作傳送高清信號。
至晚上約7時45分左右，澳門各個地區的部分公共天線用戶陸續不能收看電視節目。晚上8時許，電信管理局始收到市民查詢，表示不能收看電視節目。而中斷電視訊號的天線公司包括有世界電業行、德州天線、德華工程、高峰天線、快捷電業行、海洋天線、訊達天線以及信通天線。而電信管理局於當晚九時半緊急召開記者會交待事件（詳見下文）。有報章翌日稱整個澳門有八成居民沒有電視可看。
1月30日中午，部份公天公司召開聯席會議商討有關事宜。至下午約五時，電信管理局與八間公天公司召開會談，歷時約半個小時，會後公天公司方面表示會談破裂，但當局則否認。後來在5時30分重返談判，最終達成協議，公天公司並表示會逐步恢復訊號。其後公天公司搶修電纜，下午5時45分公共天線服務部份恢復正常。而電信管理局局長陶永強表示，會繼續清拆非法電纜，也預計到清拆所帶來的後果。及至晚上8時，公天訊號已大致回復正常，而當局至此收到約80宗查詢，指未能接收電視訊號。

## 事件表態
鑑於本次中斷訊號影響了全澳門絕大部份居民接收電視節目，民間與政府都歸咎於公天的歷史遺留問題一直未能解決。然而公天公司與有關執行當局在是次事件上仍堅持各自立場，加上事件發生適逢為歐文龍貪污案判決前夕，停播主因也成為民間討論焦點。

### 政府
電信管理局於停播訊號當晚九時半召開記者會交待事件，局長陶永強指出公天公司今次停播是公然挑釁，不顧市民利益及社會責任，澄清較早前的清拆電視電纜行動並不會影響居民接收合法的電視頻道。強調當局作出的任何行動，都會以不犧牲市民接收電視信號的權利作為前提，但不評論是次是否陰謀論。
消費者委員會執行委員會主席何思謙在1月30日的澳門電台節目《澳門講場》指公天公司應以顧及消費者權益的前提下中斷訊號，另擔心會有公天公司先以減價或甚至免費來吸引居民使用、日後再收回原價。
澳門特區行政長官何厚鏵在廣州訪問期間亦知悉事件，表示不要以居民不能收看電視作為談判籌碼，並希望雙方可以理性地解決。

### 團體
事件也引起了多個團體的關注。新澳門學社事後發表聲明，除譴責公天停播事件外，認為事件中電信管理局的清拆行動是引發今次事件的原因，指當局應確保居民可以多元渠道接收電視訊號，並要求政府推動開放公共電信市場，消除專營合約只對內開放的約束。新澳門學社亦指現在的公天網絡因為市場未開放而變得落後。
而街總大廈工作委員會則表示事件令人遺憾，翌日更前往電信辦遞信。澳門婦女聯合總會除呼籲各方要理性地透過協商解決問題外，也指「此次事件凸顯了澳門法制建設嚴重滯後的事實」。

### 議員
多名澳門立法會議員都指今次停播是一種不負責任的行為。李從正表示，不明白為何公天公司轉播免費的香港高清頻道屬非法；亦指公天和澳門有線應以提升服務質素的精神來爭取顧客，而不是用違法行為，否則只會造成惡性競爭。關翠杏則表示雙方都以市民利益作為籌碼，兩者皆有責任；並指如果無法解決問題，則交由司法處理，而居民是可以透過小額錢債法庭向公天公司就是次中止訊號追討賠償。吳國昌亦表示，相關問題本來可以在更早時間解決，而澳門政府應直接介入調停事件。

### 公天公司
相對而言，涉及事件的公天公司堅稱是次並不是挑釁，指責政府是以居民接收資訊權和正常消費權作為挾制，一同否認發起停播，更表示電纜要約一至兩個月還原。德華工程公司負責人林煊在1月30日召開聯席會議指當局已無意與業界共同解決才作出較早前的清拆行動。另一家公天負責人楊家基則質疑當局這樣做會讓有線電視壟斷市場，批評當局使用粗暴手段去加深問題，表示會極力爭取公天合法化。
廣星傳訊則沒有涉及今次停播，使用該公司的公天用戶則未有受影響。澳門有線電視董事局主席林潤垣認為，廣星傳訊入股有線是為了取得合法的經營牌照，故與公天公司應可有多方面合作，惟有關當局猶豫不決使以往的問題進一步惡化。

### 民間
對於整晚不能收看電視，坊間則對事件感到無奈和不滿，希望當局儘快解決問題，免得禍及居民。而居民紛紛在1月30日致電《澳門講場》評論事件。而一些居民則嘗試到公天公司或有關部門投訴，但都不獲滿意回覆。部份居民更認為，公天今次停播是剝削居民的基本權利。一些意見則指，是政府故意引發今次停播，藉以轉移公眾對歐文龍貪污案判決的視線。
李從正認為，政府不應受到指責，有關當局只是監管和拆除非法鋪設的網絡。其後有團體發起遊行，從祐漢公園經俾利喇街到電信管理局遞信，要求開放電視轉播市場和陶永強下台，唯是次遊行只有五人參與。

## 備註
1. ↑  電信暨資訊科技發展辦公室後升格為局級，即現時的電信管理局。
2. ↑   註:

## 外部連結
- 澳門電信管理局 - 相關法規 - 收費電視地面服務專營合約
- 澳門電信管理局 - 最新消息 - 有關於本澳部份地區昨晚開始出現接收電視信號中斷的事宜，2008年1月30日